# 阿莫纳

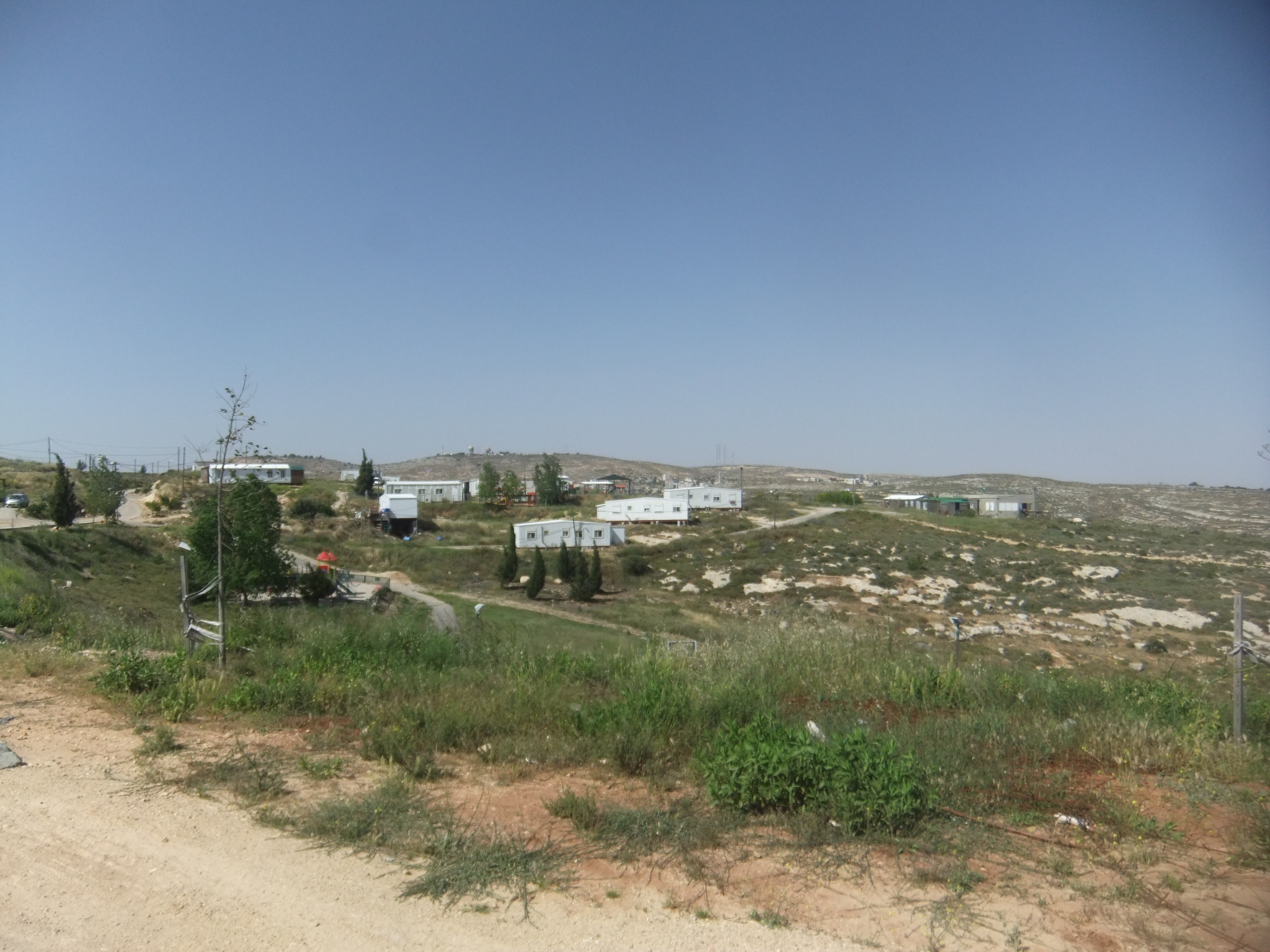
阿莫纳

阿莫纳（希伯來語：עמונה）是位於約旦河西岸地區的非法以色列前哨站。阿莫纳位在便雅憫地區議會邊界的小山上，可以俯瞰以色列定居点奥夫拉，這個村莊是在1995年在私人擁有的巴勒斯坦土地上興建的。到2012年為止，其人口約200人，在2013年10月為止，有42個家庭住在此村莊。
以色列最高法院在2006年判定這個居住区違反以色列法令，以色列政府到2013年都仍反對法院的驅逐令。以色列警方在2014年5月調查發現，整個前哨站是在私人擁有的巴勒斯坦土地上，而定居者之前聲稱購買此一土地的證明文件是偽造的。以色列最高法院在2014年12月命令居民在二年內需撤離此居住區，並且拆毀 。國際社會認為約旦河西岸的所有以色列定居点，依照國際法全部都是違法的。
以色列最高法院在2016年命令居民离开此居住區，2017年時以色列安全部队依照驅逐令，将人完全赶出。
其名稱是源自舊約聖經《約書亞記》18章24節，其中有提到基法阿摩尼，其寫法（ketiv）是Kfar Ha`Ammoni，是指亚扪人的村莊，其qeri是Kfar Ha`Ammonah。

## 外部連結
- A collection of videos of the Amona expulsion and demolition of the 9 houses （页面存档备份，存于）
- Photo Essay: 100,000 Protest Amona Police Brutality （页面存档备份，存于）

31°57′08″N 35°16′37″E / 31.95214°N 35.27686°E